# Incidente del KC-135 de la Fuerza Aérea Estadounidense en 1991
El 6 de febrero de 1991, un avión militar estadounidense Boeing KC-135, operando como el vuelo WHALE05 de la Fuerza aérea estadounidense, despegó del aeropuerto Rey Abdulaziz (Arabia Saudí) durante el recorrido en una misión de reabastecimiento de combustible en la Guerra del Golfo. No obstante, poco después, perdió los motores 1 y 2 mientras sobrevolaba el desierto de Arabia Saudita y para contrarrestar que el avión descendiera, el capitán comienza a soltar combustible del avión. Durante el aterrizaje en Yeda, por el daño de los motores al sistema hidráulico la mayor parte del descenso fue en modo manual, la experiencia del capitán fue clave para la aproximación del avión en el estado que estaba. La aeronave al no disponer de inversores de empuje sobrepasó la pista de aterrizaje, finalmente las cuatro personas a bordo aterrizaron sanos y salvos en el aeropuerto Abdulaziz.

## Tripulación
La tripulación estuvo compuesta por: 
- El capitán Kevin Sweeney
- Greg Mermis
- Steve Stucky
- Jay Selanders

## Historial de la aeronave

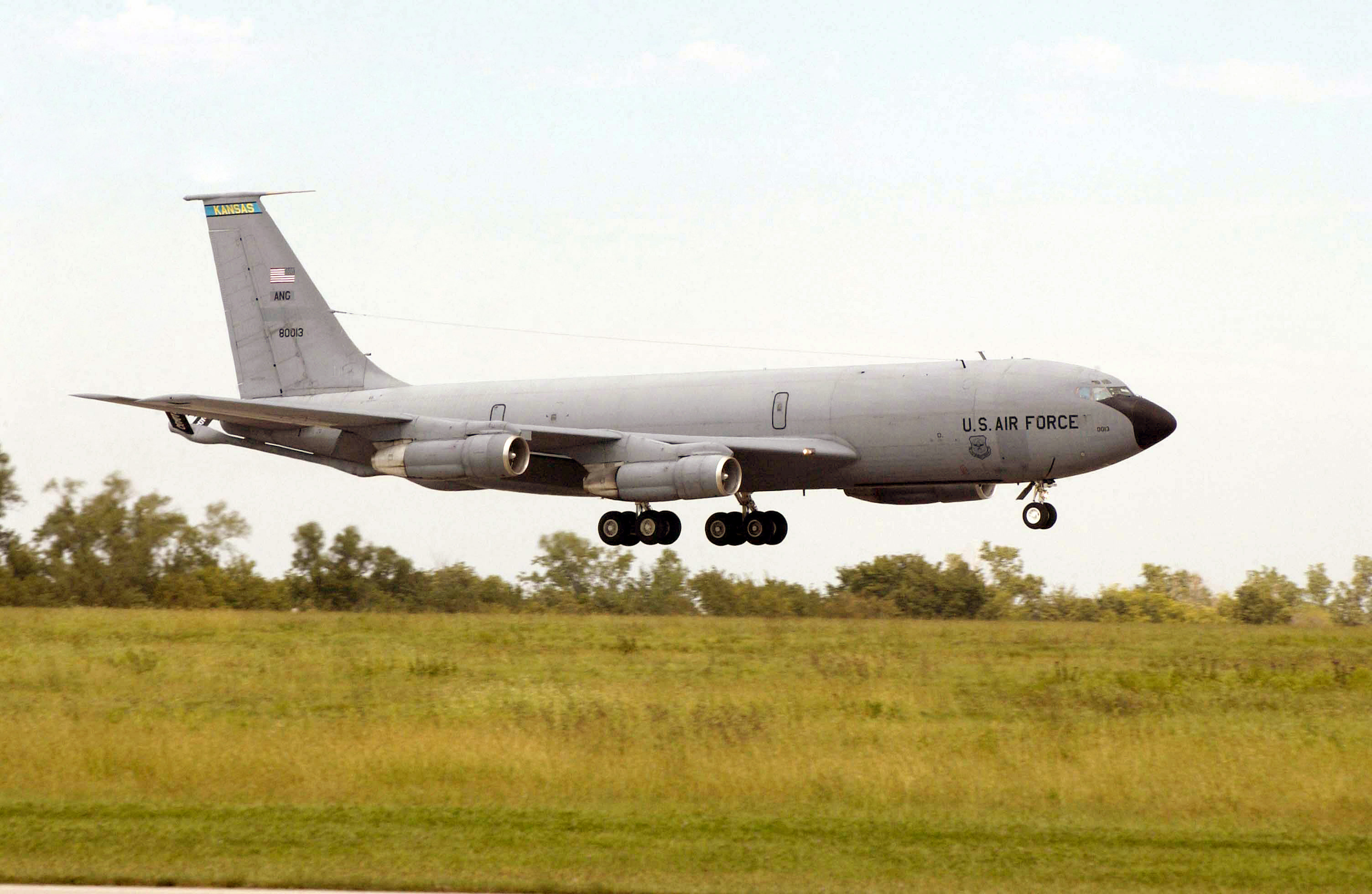
El avión involucrado en el incidente, fotografiado en 2004

La aeronave involucrada era un Boeing KC-135E, fue fabricada en 1959 con el número de serie 17758 y realizó su primer vuelo el 19 de febrero de ese mismo año.

## Incidente
El WHALE05, estaba programado para despegar de Yeda a las 17:24 hora local y ascender a 25.000 pies (7.600 m) para reabastecimiento aéreo. Otro KC-135 despegó aproximadamente al mismo tiempo y se suponía que volaría en la misma ruta. El copiloto estaba a cargo de las maniobras y subió a la altitud prevista de 25.000 pies (7.600 m). Después de la escalada, se movió a nivel de vuelo por el piloto automático, y fue alrededor de 1 milla náutica de distancia del otro KC-135 volando por delante. Aproximadamente 45 minutos después del despegue, el WHALE05 se encontró con estela turbulenta hacia adelante. Inmediatamente después de eso, la aeronave se inclinó repentinamente más de 90 grados hacia la izquierda, y en unos pocos segundos se inclinó más de 90 grados hacia la derecha. El capitán activó los frenos de velocidad y restauró la aeronave a una posición casi horizontal. Durante la secuencia de eventos, el primer y segundo motor del ala izquierda se cayeron. Después de la recuperación, se activaron las alarmas de incendio de los dos motores del lado izquierdo. El capitán ordenó al operador de la pluma que mirara el motor, y éste informó que no había fuego pero que el motor se había caído. No había pasado mucho tiempo desde el despegue, cuando la aeronave quedó con casi 31.000 galones de combustible. Además, la recepción hidráulica, las bombas de combustible y el tren de aterrizaje resultaron dañados por la caída de los motores, y se derramó todo el combustible del ala izquierda. Para mantener la altitud y la velocidad de descarga de combustible realizada, el capitán declaró «Mayday» y decidió regresar a Yeda. La aeronave volvió a vuelo nivelado de 16.000 pies (4.900 m) y los pilotos comprobaron el funcionamiento del aparato. Después de la verificación, el piloto llegó al Aeropuerto Internacional Rey Abdulaziz una hora y 15 minutos más tarde. Dado que el sistema hidráulico se había dañado, el despliegue del tren de aterrizaje se realizó manualmente. El piloto solicitó el aterrizaje en la pista 34L debido a ser la más larga y realizó una aproximación en ILS. La aeronave aterrizó a unos 300 m (1.000 pies) del borde de la pista. Al aterrizar, el piloto desplegó un tercer inversor de empuje del motor, pero inmediatamente interrumpió su uso debido a la dificultad en el control direccional. Aunque una pluralidad de neumáticos estaba dañada, la aeronave se detuvo en la pista.

## Investigación
Al principio al ser un avión cisterna en la guerra del Golfo se pensaba que era intencional aunque eso no tenía sentido con lo que se encontró con el ala y los motores del avión que fueron recuperados. Los inversores de empuje del avión estaban puestos por lo cual se pensaba que esto los había votado del avión aunque no fue así. El avión se había dado vuelta 110 grados a la derecha y luego a la izquierda muy rápidamente, se descubrió que a pocas millas estaba otro KC-135 lo cual hizo que se descubriera que fue una potente turbulencia de estela con mucha fuerza G hizo que el incidente pasara aunque no se agravio por no dar un giro más ya que si esto pasaba los otros dos motores derechos igualmente se hubieran desprendido.
El segundo avión al despegar antes que el primero, cambió el orden designado, la turbulencia de estela del segundo al rebasarlo hace que las fuerzas G movieran con oscilación el  avión pudiendo dejarlo de nuevo estable gracias a la coordinación del equipo y la astucia del capitán. Los pilotos y la tripulación se ganaron el reconocimiento al mérito por saber que hacer en la situación. Luego de esto, el KC-135 fue reparado y devuelto al servicio militar, pudiendo volar otros 13 años. Actualmente se encuentra almacenado en el 309.º Grupo de Mantenimiento y Regeneración Aeroespacial.

## Dramatización
El incidente fue presentado en el séptimo episodio de la vigesimoprimera temporada del programa canadiense Mayday: catástrofes aéreas, titulado «Misión desastre».